# Ингазейра
Ингазейра (порт. Ingazeira)  —  муниципалитет в Бразилии, входит в штат Пернамбуку. Составная часть мезорегиона Сертан штата Пернамбуку. Входит в экономико-статистический  микрорегион Вали-ду-Пажеу. Население составляет 4637 человек. Занимает площадь 243,7 км². Плотность населения — 19,03 чел./км².
Праздник города — 20 декабря.

## История
Город основан 29 апреля 1820 года. 

## Статистика
- Валовой внутренний продукт на душу населения  составляет 3.660,90 реалов (данные: Бразильский институт географии и статистики).
- Индекс развития человеческого потенциала на 2000 составляет 0,638 (данные: Программа развития ООН).

## География
Климат местности: тропическая полупустыня. В соответствии с классификацией Кёппена, климат относится к категории Bshw.